# رفیق (فیلم)
رفیق فیلمی به کارگردانی ایرج قادری، نویسندگی علیرضا داوودنژاد و تهیه‌کنندگی محمدتقی شکرایی محصول سال ۱۳۵۴ است.

## خلاصه فیلم
ذبیح و رضا عهد می‌بندند که از کارهای خلاف دوری کنند. رضا به اقدس علاقه دارد. رضا در حمایت از ذبیح با چند نفر درگیر می‌شود و به حبس می‌افتد. اقدس از مشهد به تهران می‌آید و به دنبال رضا می‌گردد. او به خانه توران خانم پناه می‌برد، ذبیح با دیدن اقدس به او دل می‌بندد.